# Rouen-les-Essarts
Rouen-les-Essarts war zwischen 1950 und 1993 eine Motorsport-Rennstrecke im Département Seine-Maritime in der Region Normandie im Nordwesten Frankreichs. Sie bestand weitestgehend aus öffentlichen Straßen, wurde im Uhrzeigersinn befahren und war Austragungsort zahlreicher Auto- und Motorradrennen, darunter auch der Formel 1, Formel 2 und der Motorrad-Weltmeisterschaft. Ihre Bezeichnung leitete sich aus den Namen der nahe gelegenen Stadt Rouen und des zur Stadt Grand-Couronne gehörenden Ortes Les Essarts, durch dessen Gebiet sie führte, ab.

## Entstehung
Nachdem bereits am 22. Juli 1894 der weltweit erste Automobilwettkampf „Paris–Rouen“ in der Region endete und damit auch die französische Motorsporttradition begründet hatte, bauten in der ersten Hälfte des 20. Jahrhunderts passionierte Autorennfahrer im Wald von Les Essarts eine kleine Rennstrecke. Details und Pläne dieser Strecke sind nicht mehr bekannt; offenbar wurden die Spuren im Zweiten Weltkrieg getilgt. 1949 wurde der Bau einer geraden Verbindungsstraße zwischen Les Essarts und Orival durch den Wald geplant. Der Automobilclub der Normandie in Rouen beantragte bei der Départementverwaltung erfolgreich die zeitweise Nutzung der Straße für Motorsportzwecke und stellte 1950 einen 5,1 km langen Kurs aus dieser inzwischen fertiggestellten Straße, weiteren Départementalstraßen und der Route nationale 840 zusammen.
Start und Ziel waren auf der Kuppe eines Hügels, die Strecke bestand deshalb aus einer spektakulären Bergabpassage mit einer schnellen Kurvenkombination, einer eigens gebauten engen Haarnadelkurve namens Nouveau Monde mit Kopfsteinpflaster, deren Beginn wegen des Höhenunterschieds erst kurz vorher zu sehen und deshalb weitgehend „blind“ anzusteuern war, sowie aus einem Anstieg mit einigen mittelschnellen Kurven und der langen Wald-Geraden Chemin de l’Étoile bis zu einem scharfen Rechtsknick vor dem Ziel. Dort wurden Boxenanlagen mit Starterturm und Fahrerlager sowie Tribünen gebaut, die schmale Fahrbahn selbst aber zunächst kaum verändert. Stellenweise passten zwei Rennwagen nur knapp nebeneinander auf die Strecke, Überholvorgänge waren deshalb hauptsächlich auf der etwas breiteren, neu gebauten Geraden möglich. Bis auf einige Zäune, stellenweise Leitplanken und gelegentlich verlegte Strohballen waren auch keinerlei Sicherheitsmaßnahmen zu verzeichnen, Auslaufzonen gab es ebenfalls nicht, obwohl die Strecke zu den schnellsten des Landes gehörte.

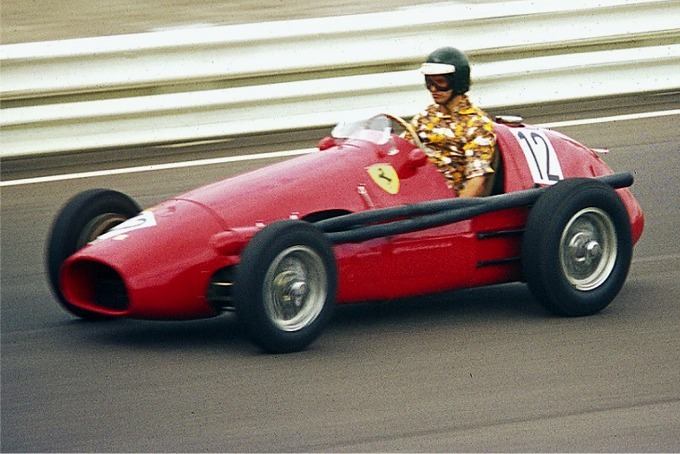
Die Ferrari 500 (hier ein weitgehend baugleiches Modell Bj. 1953) belegten die ersten drei Plätze beim ersten Formel-1-Rennen in Rouen

## Die ersten Rennen
Am 30. Juli 1950 eröffnete Jean Savale, der Präsident des Automobilclubs der Normandie, die Strecke. Das Hauptrennen an diesem Tag war der erste Grand Prix de Rouen, das vom Franzosen Louis Rosier mit einem Talbot-Lago gewonnen wurde. Am selben Tag siegte der Brite Bill Whitehouse (Cooper) in einem Formel-3-Rennen. Im ersten Jahr fanden keine weiteren internationalen Veranstaltungen statt. Am 8. Juli 1951 gab es einen Grand Prix de Rouen-les-Essarts der Formel 2 (Sieger wurde der italienische Graf Gianni Marzotto mit einem Ferrari 166F2/50) und der Formel 3 (Gewinner war der Brite John Cooper im Cooper T16 mit einem Norton-Motorradmotor). In den folgenden Monaten wurde die Strecke teilweise verbreitert und die Infrastruktur verbessert. Boxenanlagen, Fahrerlager, Parkplätze und Tribünen wurden erweitert oder vergrößert, da man im folgenden Jahr erstmals die Formel 1 in Rouen-les-Essarts erwartete.
Dieser Formel-1-WM-Lauf am 6. Juli 1952 führte bei Regenwetter über 77 Runden und brachte nach drei Stunden einen Ferrari-Dreifach-Triumph: Start-Ziel-Sieger wurde der Italiener Alberto Ascari vor seinen Teamkollegen und Landsleuten Giuseppe Farina und Piero Taruffi mit einem Rennschnitt von 129,2 km/h und einer schnellsten Rennrunde von 2:17,3 min. Die Fahrer und Experten sprachen damals vom herausforderndsten und schönsten Kurs Frankreichs und fühlten sich durch die Streckencharakteristik mit schmalen Fahrbahnen, starken Gefällen und Anstiegen und dem umgebenden Wald an die Nürburgring-Nordschleife erinnert.

## Die Motorrad-WM-Rennen
Am 2. August 1953 war die Motorrad-WM-Premiere für Rouen-les-Essarts mit drei britischen Siegen. Gefahren wurden die Hubraumklassen bis 350 cm³ (Gewinner Fergus Anderson auf Moto Guzzi) und 500 cm³ (Gewinner Geoff Duke auf Gilera) sowie die Gespann-Klasse (Gewinner Eric Oliver / Stanley Dibben auf Norton). Weitere WM-Läufe gab es in den Jahren 1954 (nur 350 cm³) und 1965 (50, 125 und 250 cm³). Der letzte Gewinner eines Motorrad-WM-Laufs auf dieser Strecke war der 250-cm³-Weltmeister 1965 Phil Read auf Yamaha. Danach fanden die französischen WM-Läufe zunächst auf dem Circuit de Charade statt, der schon zwischen 1955 und 1964 mit dem Circuit de Reims-Gueux einer der Austragungsorte war.

## Erster Umbau und erste Todesfälle

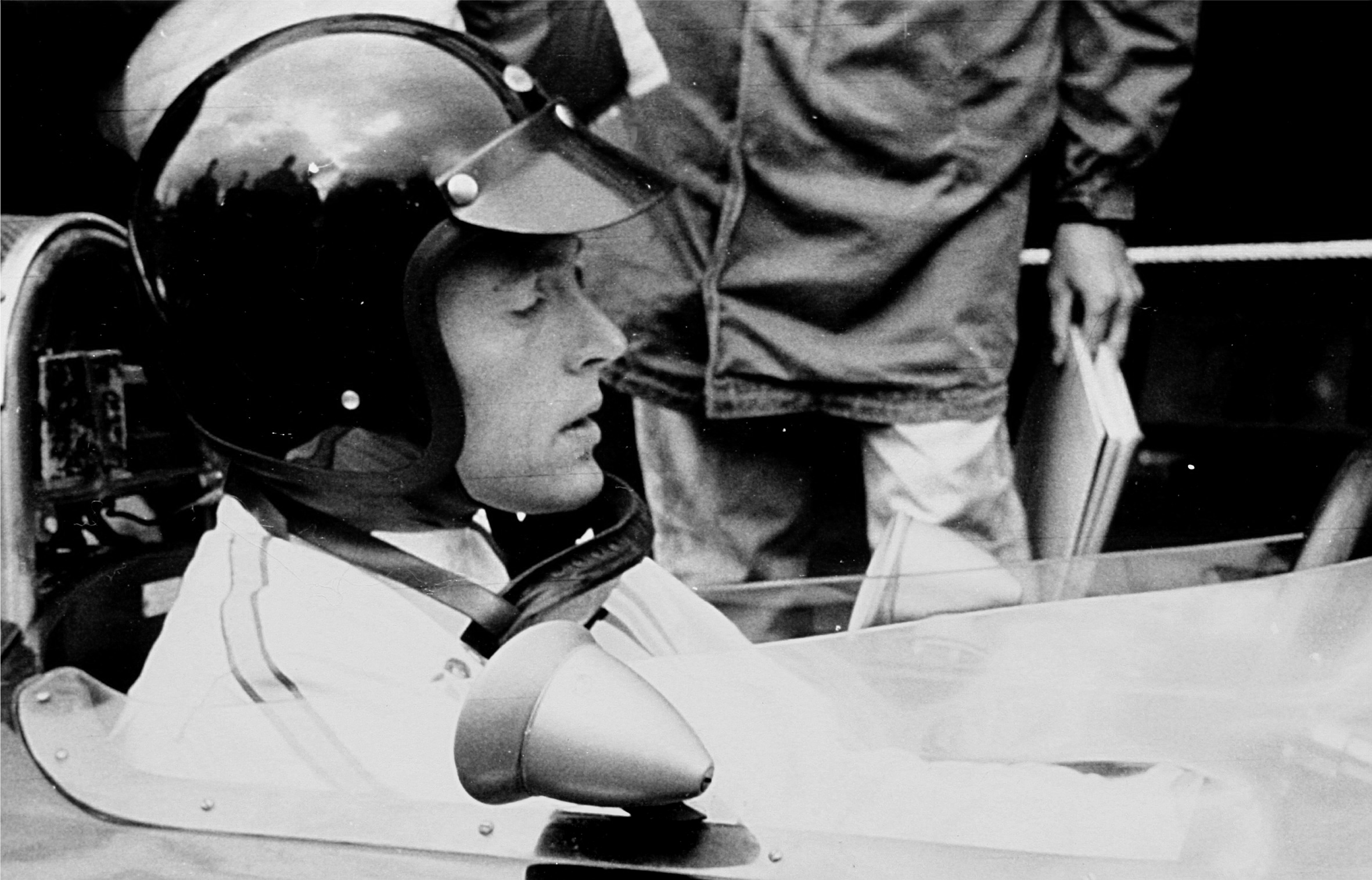
Der US-Amerikaner Dan Gurney feierte in Rouen zwei seiner vier Formel-1-Siege; 1962 und 1964

Am 11. Juli 1954 wurde das letzte nicht zur WM zählende Formel-1-Rennen in Rouen-les-Essarts ausgetragen. Danach entschlossen sich die Betreiber zu einer Verlängerung der Strecke. Sie nahmen die Waldgerade Chemin de l’Etoile aus dem Streckenverlauf heraus und fügten stattdessen einen neuen Abschnitt hinzu. Diese öffentlichen Straßen hinter dem Start- und Zielbereich beinhalteten die Kurven Grésil und La Scierie. Für die Umbauarbeiten blieb länger Zeit als geplant: 1955 fanden wegen des katastrophalen Unfalls beim 24-Stunden-Rennen von Le Mans keine Rennen in Rouen-les-Essarts statt. Die nun 6,542 km lange Strecke wurde erst ab 1956 genutzt, vor allem von der Formel 2, für Sportwagenrennen und ab 1957 noch viermal von der Formel 1.

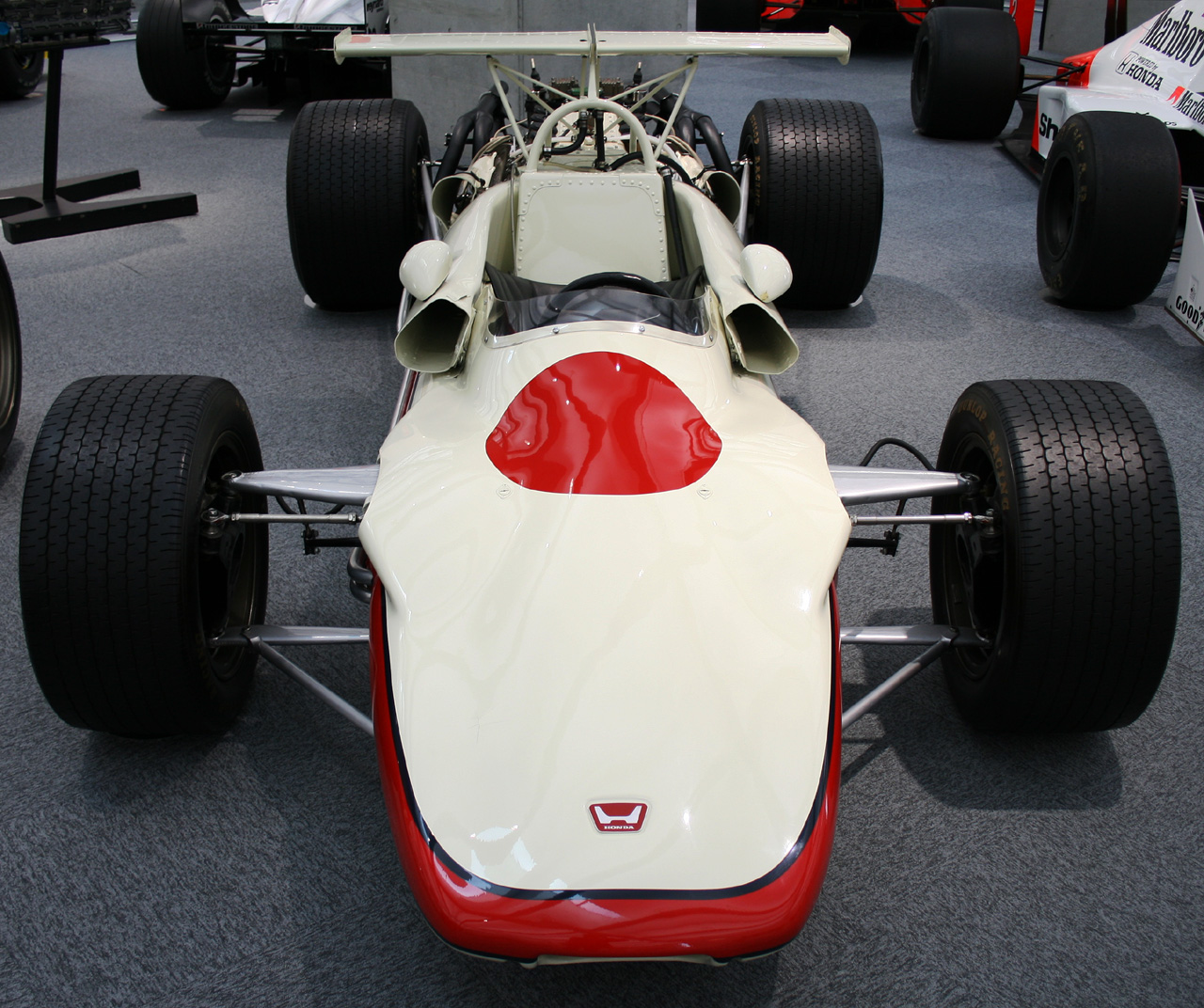
Ein Honda RA302, wie ihn Jo Schlesser im Juli 1968 fuhr.

Der erste Unfall mit Todesfolge ereignete sich am 9. Juli 1967. Der französische Rennfahrer Jean-Claude Bernasconi kam beim nationalen Renault-Gordini-Cup in der schnellen Bergabkurve Virage des Six Frères von der Strecke ab, überschlug sich mehrmals, wurde aus dem Wagen geschleudert und so schwer verletzt, dass er zehn Tage später in einem Pariser Krankenhaus starb. Konsequenzen ergaben sich für die Organisatoren dadurch aber nicht. Weitaus folgenschwerer war jedoch der Tod des prominenten Franzosen Jo Schlesser beim Formel-1-Rennen am 7. Juli 1968 im selben Streckenabschnitt. Schlesser verlor nach nur zwei Runden auf der regennassen Fahrbahn die Kontrolle über seinen vorher kaum getesteten neuen Honda RA302, prallte auf eine Böschung und überschlug sich. Der Wagen geriet sofort in Brand. Da der Honda vorwiegend aus leichtem, aber auch leicht brennbarem Magnesium gebaut und der geborstene Tank noch fast voll war, hatten die Streckenposten keine Chance, das brennende Wrack rechtzeitig zu löschen und Schlesser zu retten. Er starb nach kurzer Zeit an seinen schweren Brandverletzungen. Das Rennen wurde zwar noch mit einem Sieg des Belgiers Jacky Ickx im Ferrari beendet, war aber das letzte Auftreten der Formel 1 in Rouen-les-Essarts. Honda zog sich außerdem wegen dieses Unfalls nach Saisonende aus der Formel 1 zurück.
Ab 1969 traf sich hier als höchste Motorsportklasse nur noch die Formel 2 zum jährlichen französischen Europameisterschaftslauf. Einen „schwarzen Sonntag“ mit zwei weiteren tödlichen Unfällen gab es am 28. Juni 1970 bei einem Formel-3-Rahmenrennen zu diesem Grand Prix de Rouen: Jean-Luc Salomon kollidierte im letzten Streckendrittel zwischen den Kurven La Scierie und Paradis im Kampf mit vier Konkurrenten (unter anderem Bob Wollek, der nach der Kollision in den Wald rutschte und schwer verletzt wurde), Salomons Martini MW 5 landete mit dem Cockpit nach unten und der Fahrer starb an schweren Kopfverletzungen. Fünf Runden zuvor war schon der Franzose Denis Dayan vermutlich wegen eines Reifenschadens oder eines mechanischen Defekts in der Virage des Six Frères von der Strecke abgekommen und zwischen den oberen und unteren Leitplanken eingeklemmt worden. Dayan erlag am 2. Juli in einem Krankenhaus in Rouen seinen Verletzungen.

## Weitere Umbauten

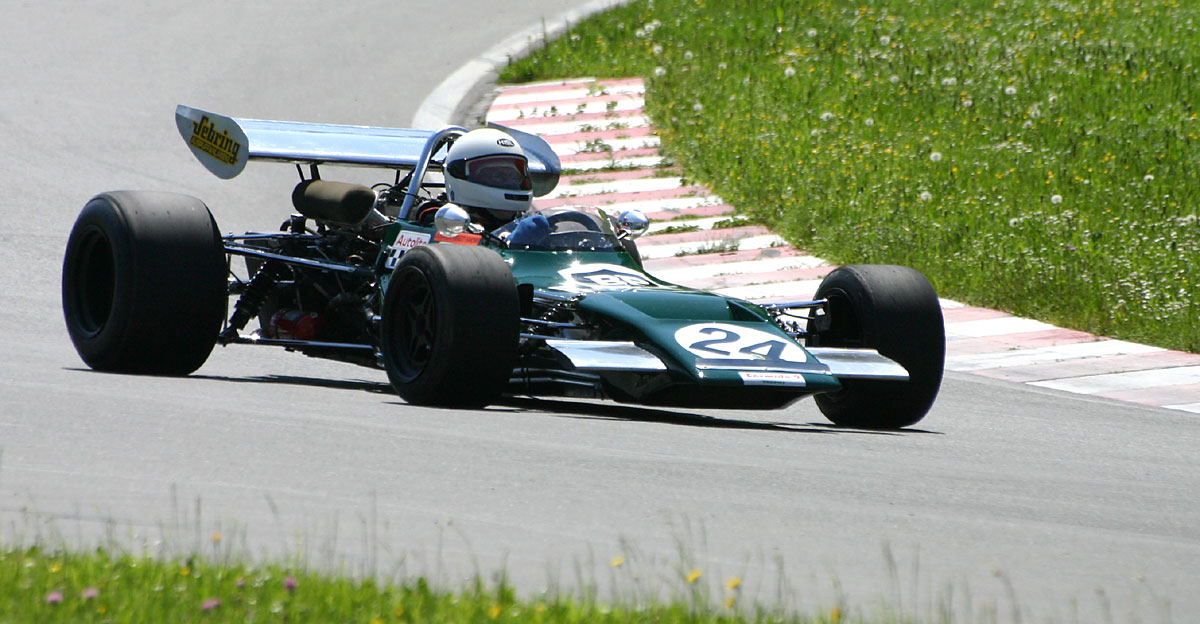
Mit solch einem Lotus 69/Cosworth gewann Emerson Fittipaldi 1972 das erste Formel-2-Rennen auf der nun gut 5,5 km langen neuen Streckenvariante.

Am 27. Juni 1971 fand das letzte Formel-2-Rennen auf der gut 6,5 km langen Streckenvariante statt. Sie war zuletzt durch zwei temporäre Schikanen in den Kurven Grésil und Paradis (kurz vor Start und Ziel) leicht entschärft worden. Die neue Normandie-Autobahn A13 durchschnitt danach aber diese Strecke im letzten Drittel; der 1956 hinzugefügte Teil fiel nach Beginn der Bauarbeiten deshalb wieder weg. Die bis 1954 verwendete Tangente Chemin de l’Etoile konnte allerdings nicht erneut in die Strecke integriert werden, weil sie zum Teil inzwischen als Zufahrtsweg zum Fahrerlager und zu den Parkplätzen diente. Deshalb baute man erstmals ein permanentes Streckenstück, das nur für die Rennveranstaltungen und nicht als öffentliche Straße genutzt wurde.
Diese Sektion namens Forêt verlief im Wald zwischen dem alten Chemin de l’Etoile und der neuen Autobahn, bestand aus einer S-Kurven-Kombination und einer langen Geraden und mündete an der Paradis-Rechtskurve wieder in den bisherigen Streckenverlauf. Die Rundenlänge betrug nun 5,543 km. Teilweise wurden die Fahrbahnbeläge und Leitplanken erneuert, außerdem für 1,7 Millionen Francs Zeitnehmerturm, Boxen und Fahrerlager umgebaut und erweitert. Finanziert wurden diese Maßnahmen vom Generalrat des Départements Seine-Maritime und vom Automobilclub der Normandie. Am 25. Juli 1972 fand das erste Formel-2-Rennen auf dem neuen Kurs statt, das der Brasilianer Emerson Fittipaldi im Lotus 69 gewann.

## Sicherheitsmängel
Die Formel-2-Teilnehmerlisten der 1970er Jahre ähnelten denen der Formel 1 im selben Jahrzehnt: Fahrer wie Niki Lauda, Jody Scheckter, Graham Hill oder François Cevert nutzten die Formel 2 als Vorstufe oder fuhren sogar in beiden Formel-Klassen. Problematisch waren dabei allerdings zum Teil die noch von der Formel 2 genutzten Strecken, die den aktuellen Sicherheitsstandards der Formel 1 nicht mehr entsprachen. Deutlich wurde das beim Grand Prix de Rouen-les-Essarts, dem 9. Lauf zur Europäischen Formel-2-Meisterschaft am 24. Juni 1973: Die doppelten Leitplanken im Bereich der Kurve Virage des Six Frères wurden erneut zur Todesfalle; wie schon 1970 beim Unfall von Denis Dayan. Diesmal war der schottische Rennfahrer Gerry Birrell mit seinem Chevron-Ford BDA/Hart betroffen. Er geriet im Training bei etwa 250 km/h mit einem Rad auf das Bankett neben der Fahrbahn (nach anderen Berichten hatte er einen Reifenschaden), verlor die Kontrolle über den Wagen und fuhr geradeaus in die Leitplanken. Die Metallschienen bogen sich beim Aufprall nach oben, das Auto rutschte darunter durch und Birrell wurde von der Leitplanke geköpft.
Schon vor dem Rennen hatten sich Fahrer darüber beklagt, dass die zum Teil neu installierten Leitplanken schon per Hand in alle Richtungen um mehrere Zentimeter zu bewegen waren. Nach dem tödlichen Trainingsunfall forderten sie deshalb weitere Sicherheitsmaßnahmen. Die Veranstalter beschränkten sich jedoch darauf, vor der Kurve eine provisorische Schikane aus vier Polystyrol-Quadern zu bauen, die jedoch im Lauf des Rennens mehr und mehr verschoben und zerstört wurden, so dass zum Schluss fast wieder der übliche Streckenverlauf ohne Reduzierung der Geschwindigkeit gefahren werden konnte. Dies führte zu einem weiteren schweren Unfall, den der Schwede Ronnie Peterson aber überlebte. Vor dem Rennen im folgenden Jahr baute man eine permanente Schikane zwischen Kurve 1 und 2; die Sektion hieß nun Virage des Roches. Obwohl sonst keine nennenswerten Verbesserungen der Streckensicherheit erfolgten, waren vier Jahre lang keine weiteren Todesfälle zu verzeichnen.
Am 25. Juni 1977 gab es den fünften und letzten tödlichen Unfall auf dieser Strecke. In einem Formel-Renault-Rennen im Vorprogramm zum Grand Prix de Rouen-les-Essarts verlor der Franzose François Burdet beim Beschleunigen auf der Bergauf-Passage nach der Nouveau Monde-Haarnadelkurve die Kontrolle über seinen Monoposto; offenbar durch einen technischen Defekt. Wieder funktionierten die Leitplanken nicht wie vorgesehen, der Wagen wurde wie von einer Startrampe nach oben geschleudert und krachte in die Bäume. Der in ein Krankenhaus in Rouen gebrachte Burdet erlag dort noch am selben Tag seinen schweren Verletzungen.

## Der Niedergang
Inzwischen gab es in Frankreich erheblich sicherere Strecken wie den Circuit Paul Ricard oder den Circuit de Dijon-Prenois, die als permanente Kurse voll auf die Bedürfnisse des Motorsports ausgerichtet waren. Hier musste keine Rücksicht auf die Bedürfnisse des öffentlichen Straßenverkehrs genommen und nur wenig auf die Belange des Natur- und Landschaftsschutzes geachtet werden. Diese zum Teil abwertend als „Retortenstrecken“ bezeichneten Anlagen lösten allmählich die vorherigen Straßenkurse ab, die mit schmalen Fahrbahnen und fehlenden Auslaufzonen für die immer schneller werdenden Rennwagen zunehmend gefährlicher wurden. Außerdem sind die Reibwerte des bei öffentlichen Straßen verwendeten Asphalts in der Regel geringer als bei reinen Motorsport-Strecken, die mit speziellen Mischungen und meist sehr griffigen Oberflächen gebaut werden. Weitere Risikofaktoren bei nicht- oder semi-permanenten Kursen sind Flüssigkeitsreste vom Straßenverkehr (Öl- oder Kühlwasserspuren) und die vor allem bei Nässe sehr rutschigen Straßenmarkierungen.
1978 war die Formel 2 das letzte Mal in Rouen-les-Essarts; damit endete auch die internationale Bedeutung der Strecke. Ab 1980 gastierte dafür einmal jährlich die französische Formel-3-Meisterschaft, zusammen mit weiteren nationalen Rennserien. Aber auch diese kleineren und schwächeren Rennsportklassen erwiesen sich mit den Jahren als zu schnell für die Strecke; der veranstaltende Automobilclub der Normandie (ACN) geriet in finanzielle Nöte und konnte weitere Instandhaltungsarbeiten oder gar Ausbauten nicht mehr bezahlen. 1993 fanden die letzten Rennen statt, danach verfielen die Anlagen nach und nach, bis sie im Herbst 1999 fast restlos beseitigt wurden. Noch 1996 hatte der ACN ein Angebot der öffentlichen Hand ausgeschlagen, wenigstens den Zeitnehmerturm als historisches Denkmal erhalten zu können; dem Club fehlten dafür aber die Mittel. So ist bis auf wenige Zäune und Reste des ehemals permanenten Teils der Strecke nichts erhalten geblieben; der nicht-permanente Teil ist jedoch weiterhin als öffentlicher Straßenraum zu befahren.

## Die Rekorde

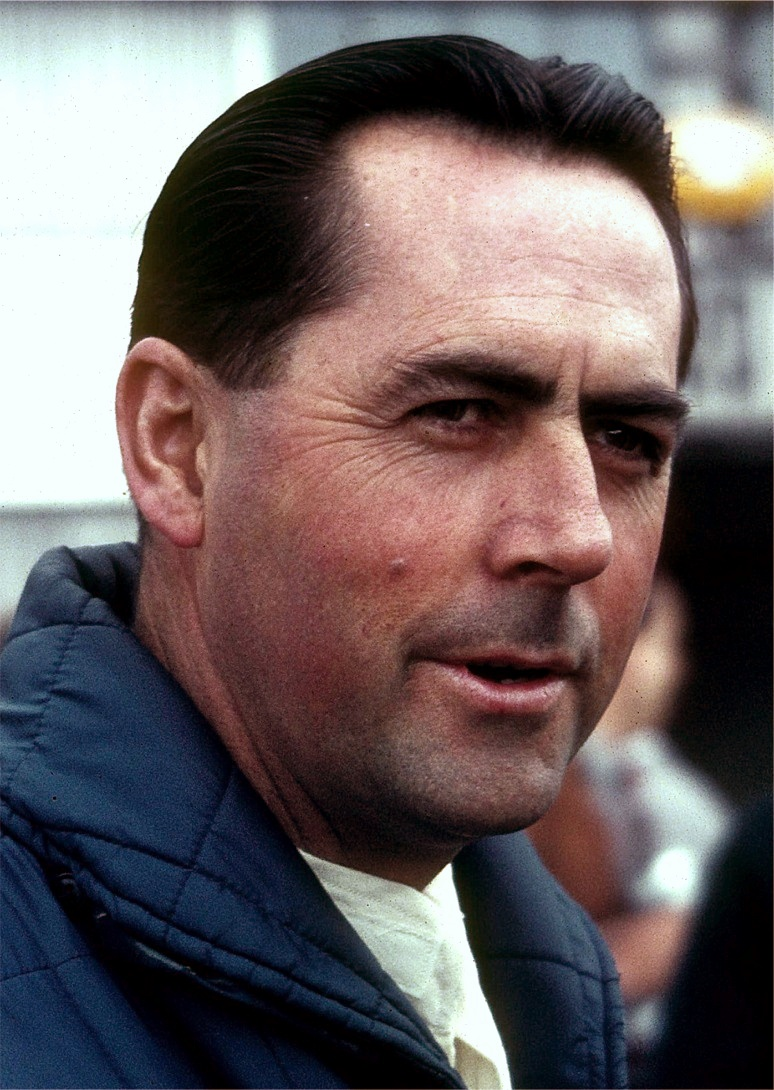
Schnellster Formel-1-Fahrer in Rouen: Jack Brabham

Über den offiziellen Rundenrekord kursieren verschiedene Zahlen, da die Strecke in der Zeit ihres Bestehens mehrfach und zum Teil drastisch verändert wurde. Die offiziell schnellste Rennrunde des letzten Layouts mit 5,543 km fuhr beim Formel-2-Rennen am 26. Juni 1977 der Brasilianer Ingo Hoffmann im Ralt RT1 BMW mit 1:45,05 min; entsprechend einem Rundenschnitt von 189,95 km/h. Den Formel-1-Rundenrekord stellte 1964 der Australier Jack Brabham mit einem Brabham BT7 auf der 6,542 km langen Streckenvariante mit 2:11,4 min auf, was einer Durchschnittsgeschwindigkeit von 179,23 km/h entsprach. Den Rundenrekord für das erste Streckenlayout mit 5,1 km stellte am 6. Juli 1952 Alberto Ascari im Ferrari mit 2:17,3 min auf; ein Schnitt von 133,7 km/h. Die besten Qualifikationszeiten waren zum Teil noch mehrere Sekunden kürzer, zählen aber nicht als offizielle Rundenrekorde. Ein Motorrad-Rundenrekord ist nicht überliefert, dürfte aber wahrscheinlich 1965 vom 250-cm³-Grand-Prix-Gewinner Phil Read aufgestellt worden sein.

## Die Etappen der Tour de France
Zweimal war Rouen-les-Essarts Schauplatz der jeweils 4. Etappe der Radsportveranstaltung Tour de France. Am 11. Juli 1954 war der Franzose und spätere Gesamtsieger Louison Bobet Schnellster beim Mannschaftszeitfahren über 10,4 km (ca. zwei Runden). Diese Halbetappe fand im Rahmenprogramm eines Formel-1-Rennens am selben Tag statt. Am 8. Juli 1956 siegte der Luxemburger Charly Gaul im Einzelzeitfahren über 15,1 km (etwas mehr als zwei Runden auf der inzwischen verlängerten Strecke). Auch hier war die Radsport-Etappe Bestandteil eines Motorsport-Tages; dieses Mal mit zwei Rennen ohne Meisterschaftsstatus zum „Großen Preis von Rouen“.

## Statistik

### Alle Sieger der Formel-1-WM-Rennen in Rouen-les-Essarts
| Nr. | Jahr | Fahrer             | Konstrukteur | Motor    | Reifen | Zeit          | Streckenlänge | Runden | Ø-Tempo      | Datum    | GP de/von  |
| --- | ---- | ------------------ | ------------ | -------- | ------ | ------------- | ------------- | ------ | ------------ | -------- | ---------- |
| 1   | 1952 | Alberto Ascari     | Ferrari      | Ferrari  | P      | 3:00:00,000 h | 5,100 km      | 76     | 129,200 km/h | 6. Juli  | l’ACF      |
|     |      |                    |              |          |        |               |               |        |              |          | l’ACF      |
| 2   | 1957 | Juan Manuel Fangio | Maserati     | Maserati | P      | 3:07:46,400 h | 6,542 km      | 77     | 160,960 km/h | 7. Juli  | l’ACF      |
|     |      |                    |              |          |        |               |               |        |              |          | l’ACF      |
| 3   | 1962 | Dan Gurney         | Porsche      | Porsche  | D      | 2:07:35,500 h | 6,542 km      | 54     | 166,124 km/h | 8. Juli  | l’ACF      |
|     |      |                    |              |          |        |               |               |        |              |          | l’ACF      |
| 4   | 1964 | Dan Gurney         | Brabham      | Climax   | D      | 2:07:49,100 h | 6,542 km      | 57     | 175,042 km/h | 28. Juni | l’ACF      |
|     |      |                    |              |          |        |               |               |        |              |          |            |
| 5   | 1968 | Jacky Ickx         | Ferrari      | Ferrari  | F      | 2:25:40,900 h | 6,542 km      | 60     | 161,662 km/h | 7. Juli  | Frankreich |

Rekordsieger Fahrer: Dan Gurney (2)
Rekordsieger Fahrernationen: USA (2)
Rekordsieger Konstrukteure: Ferrari (2)
Rekordsieger Motorenhersteller: Ferrari (2)
Rekordsieger Reifenhersteller: Dunlop, Pirelli (je 2)